# Шлюмберже, Даниэль
Даниэль Шлюмберже (фр. Daniel Schlumberger; 19 декабря 1904, Мюлуз, Германская империя — 21 октября 1972, Принстон (Нью-Джерси)) — французский археолог, специалист по Древнему Ближнему Востоку. Профессор Страсбургского университета. Исследователь древней Сирии, Пальмиры и Афганистана, автор широко известной книги «Эллинизированный Восток» (1970)

## Биография
Даниэль Шлюмберже родился в Эльзасе в протестантской буржуазной семье Поля Альберта Эдварда Шлюмберже (1877—1952) и Элизабет Шён (1884—1942). Его младший брат — проектировщик ювелирных изделий Жан-Мишель Шлюмберже. Среднее образование Даниэль получил в лицее Мюлуза, находившемся под немецким правлением. Благодаря двойной франко-германской культуре, своему образованию и двуязычию, Даниэль Шлюмберже получил учёную степень Страсбургского университета по истории и географии.
Во время учёбы в университете он проявил интерес к разным областям знаний. Будучи учеником археолога и эллиниста Поля Пердризе (своего дяди), питал особую симпатию к древней истории и археологии. В 1925 году Даниэль Шлюмберже покинул Францию и присоединился к Службе древностей Сирии и Ливана (Service des Antiquités de la Syrie et du Liban) в рамках миссии Пердризе (Сирия тогда была подмандатна Франции). Целью проекта было создание археологической карты, а также программы раскопок в этом регионе. Команда, состоящая из археологов Поля Пердризе, Анри Сейрига и Даниэля Шлюмберже, сумела сделать открытия, относящиеся к ассирийскому периоду, вблизи реки Евфрат, проведя раскопки на памятниках Тиль-Барсип и Арслан-Таш.
С 1929 года Шлюмберже был инспектором Службы древностей Верховной комиссии Франции в Леванте. В этом качестве он работал в основном в Сирии, особенно на северо-западе Пальмиры (1933—1935), и проводил раскопки крепости Омейядов Каср-аль-Хайр-аль-Гарби (построенной в 717 году). Кроме того, в 1938 году он стал сотрудником Французского института в Дамаске, а в 1941 году — его генеральным секретарём. Но больше времени он отдавал археологической работе. Он проводил раскопки в Сирии, принесшие ему международную известность, и в Афганистане, где под его началом был открыт Ай-Ханум.
Затем археолог сосредоточился на исследовании Пальмиры, изучая политическую, экономическую и религиозную организацию города. Он продолжил свои исследования в окрестностях, начав серию наземных и воздушных обследований. Используя данные аэрофотосъемки, сделанной Левантийской военной авиацией, он обнаружил деревни, крепости и места поклонения, постепенно проясняя историю Пальмиры. Эта серия исследований стала темой его диссертации под названием «Пальмира Северо-Запада» (Palmyrène du Nord-Ouest), представленной в 1950 году в Сорбонне.
В 1936 году он начал раскопки на месте Каср эль-Хейр эль-Гарби (Сирия). На этом же месте были найдены руины замка Омейядского халифата, датируемые VIII веком. Даниэль Шлюмберже свидетельствовал об этом крупном открытии на конференции в Страсбургском университете в 1962 году: «Мы внезапно узнали, что древнейшее мусульманское искусство, искусство Сирии начала VIII века, искусство Омейядского халифата, сильно отличается от „классического“ мусульманского искусства, от искусства Месопотамии середины IX века, от искусства Аббасидского халифата».
В начале Второй мировой войны Даниэль Шлюмберже был мобилизован во французскую армию в Сирии. В 1941 году он присоединился к Свободной Франции после прибытия британских и французских войск в Бейрут (Сирийская кампания). Его направили в Информационную службу Свободной Франции в Конго. В течение восемнадцати месяцев он занимал должность политического комментатора на Радио Браззавиль (1942—1943). Затем он вернулся в Бейрут, чтобы возглавить службы прессы и вещания до конца войны. В 1945 году Шлюмберже принял на себя руководство Афганской археологической экспедицией. По согласованию с афганским правительством он составил новую исследовательскую программу, которая, начиная с общего обзора и не упуская из виду греческий и греко-буддийский периоды, распространится на древности Газневидов.
В 1955 году Даниэль Шлюмберже стал профессором Страсбургского университета, а затем членом французской Академии надписей и изящной словесности (1958) и Британской академии (1964). В 1967—1972 годах он был директором Французского института археологии в Бейруте, сменив на этом посту своего наставника Анри Сейрига.
Даниэль Шлюмберже скончался 20 октября 1972 года в Принстоне, штат Нью-Джерси, из-за проблем со здоровьем. Он продолжал свою работу до самой смерти.

## Сочинения
- Эллинизированный Восток. Греческое искусство и его наследники в несредиземноморской Азии = L’Orient hellénisé. / [Общ. ред. и предисл. Б. Я. Ставиского. Пер. Н. П. Алампиевой.] — М.: Искусство, 1985. — 208 с.